# Barret tou

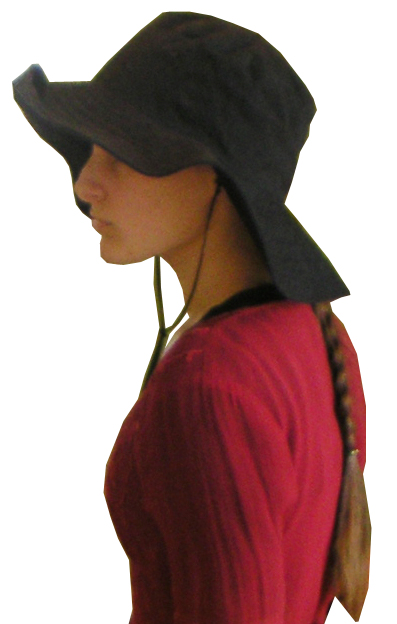
Noia amb barret tou d'ala molt ampla

Un barret tou o un bolet és qualsevol barret fet de material tou de manera que permeti donar forma a la copa, mentre que l'ala tendeix a caure en forma d'onades, tant més pronunciades com més ampla sigui l'ala. El material tradicionalment ha estat el feltre; a partir del segle xx també pot ser de roba. El català barret tou equival a l'anglès squash hat o soft hat, castellà sombrero flexible, francès chapeau chapeau mou, italià cappello floscio, portuguès chapéu mole o chapéu desabado, etc. S'oposa al barret fort, de material més rígid. Durant molt de temps a l'època en què tothom portava barret, era el tipus més corrent a la temporada freda, l'estiu es portava més aviat el barret de palla o el canotier. Els models forts eren reservats als senyors d'alta categoria social o esdeveniments especials.
Convé puntualitzar que el concepte de barret tou s'encavalca sovint amb altres tipus, sense ser-hi idèntic:
- barret de feltre (ang. felt hat, esp. sombrero de fieltro, fr. chapeau de feutre, it. cappello di feltro, port. chapéu de feltro). Ara bé: hi ha barrets de feltre que no són tous, sinó rígids o semirígids; i hi ha barrets tous que no són de feltre, sinó de roba.
- barret d'ala ampla (ang. wide-brimmed hat, esp. sombrero de ala ancha, fr. chapeau à large bord, it. cappello a tesa larga, port. chapéu de aba larga). Emperò, si la majoria de barrets tous són d'ala ampla, també n'hi ha d'ala estreta o mitjana.

El barret tou ha estat popular com a lligadura masculina en diversos períodes. Forma part de la iconografia tòpica de la bohèmia de la Belle Époque; el seu aire de descurança ressaltava simbòlicament la rebel·lia de la intel·lectualitat contra la rigidesa social simbolitzada pels barrets rígids i immaculats de la gent benpensant. Encara avui és una lligadura que dona aire informal, de descurada elegància. D'altra banda, el barret tou d'ala ampla, copa en punta i color negre s'associa a la imatge tòpica del mag i de la bruixa, potser a través de la tradició iconogràfica anglosaxona.
A voltes es considera el borsalino un tipus de barret tou. Un tipus peculiar de barret tou és el barret de cowboy.

## Barrets tous militars

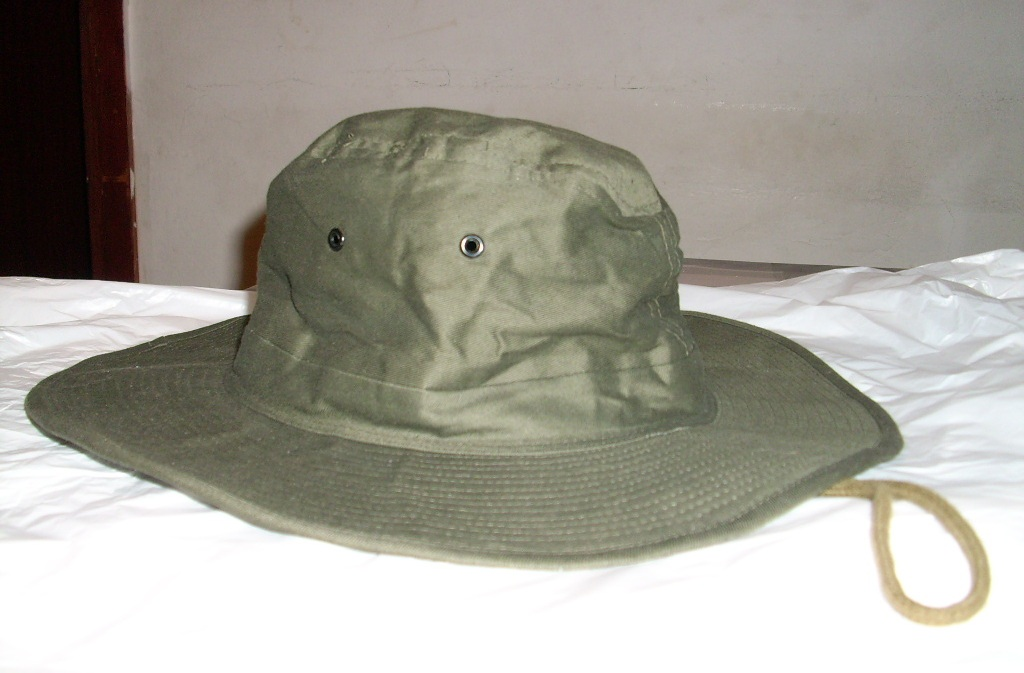
Barret tou d'ala ampla, de roba, de tipus militar actual

El barret tou, sobretot el d'ala ampla, ha estat lligadura militar en diversos períodes. Fou l'origen del xamberg. Tradicionalment de feltre, al segle xx el més típic és que sigui de roba; en aquest cas es troben models clàssics com l'espanyol de 1920/26 i el britànic de 1944.
En bona part es podrien considerar barrets tous d'ala ampla els xambergs –de feltre o de roba– que es duen desplegats, com es feia tradicionalment a l'exèrcit neozelandès, i actualment a l'australià en campanya, i com feien sovint les tropes franceses a Indoxina.
Avui dia, el barret de campanya més habitual internacionalment és el barret de jungla (bush hat en l'ús britànic, boonie hat en l'ús estatunidenc). Un tipus peculiar de barret tou d'ús militar, característic de l'exèrcit israelià, i tradicionalment dels civils, és el kova témbel (barret ridícul), d'ala curta i flonja, molt similar al barret de pescador.